# Operação Tun Tun

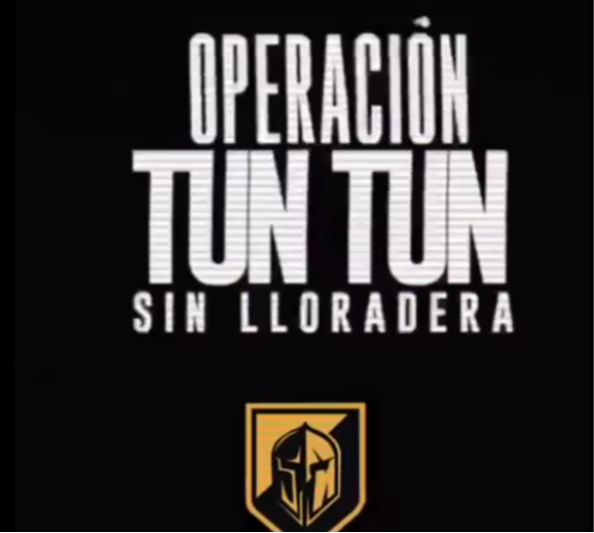
Uma imagem de identificação da Operação Tun Tun com a frase "sem choradeira".

Operação Tun Tun (em espanhol: Operación Tun Tun) é o nome dado por Diosdado Cabello, e repetido pela mídia oficialista, para descrever a série de batidas e violações de domicílio de opositores ao governo de Nicolás Maduro durante os protestos na Venezuela de 2017. Essas ações foram realizadas por forças de segurança, como a Guarda Nacional Bolivariana (GNB), a Direção Geral de Contrainteligência Militar (DGCIM), o Serviço Bolivariano de Inteligência Nacional (SEBIN), o Corpo de Investigações Científicas, Penais e Criminalísticas (CICPC), entre outras. Um relatório da Human Rights Watch e do Foro Penal documentou seis casos em que as forças de segurança venezuelanas invadiram áreas residenciais e apartamentos em Caracas e em quatro estados diferentes.
Após as eleições presidenciais de 2024, as operações ressurgiram, com novas batidas e prisões de manifestantes e líderes da oposição, incluindo cidadãos detidos sob a acusação de crimes de ódio e terrorismo. Em algumas dessas batidas, que geralmente ocorriam perto de barricadas erguidas por manifestantes, as forças de segurança entraram nas casas sem mandados, prendendo pessoas que exigiam o respeito de seu voto, como dito abertamente por Nicolás Maduro na televisão. Vários dos detidos foram torturados.

## Nome

Diosdado Cabello, que cunhou o termo.

Em uma segunda audiência da Organização dos Estados Americanos (OEA) para analisar possíveis crimes contra a humanidade na Venezuela, o Major-General Hebert García Plaza descreveu a Operação Tun Tun como uma ação noturna onde uma equipe do SEBIN vai até a casa de uma pessoa e a leva detida, muitas vezes sem um mandado de prisão ou uma ordem emitida por um promotor do Ministério Público. Quando o jurista argentino Luis Moreno Ocampo perguntou sobre a origem do nome, García Plaza respondeu que, embora não soubesse a origem exata e que "seria preciso perguntar a Diosdado Cabello", ele supunha que o nome vinha do som da batida na porta pelas forças de segurança.

## História
Em 17 de maio de 2017, durante seu programa de TV Con el mazo dando, Diosdado Cabello anunciou a ativação da Operação Tun Tun para aquela mesma noite. Ele afirmou que a operação seria contra pessoas que importassem equipamentos para "terroristas", e declarou que a oposição "levará mais paulada que um gato ladrão", deixando claro que os que têm o seu direito à liberdade violado por querer exercer o direito de decidir seriam torturados. Cabello também se referiu ao deputado do Vontade Popular, Freddy Guevara, como "drogado", mesmo ele próprio sendo acusado por outros países de ser o chefe de um conhecido cartel de narcotráfico. Além disso, Diosdado ameaçou as empresas de entregas no país, dizendo que elas "contribuem para o transporte de suprimentos que são usados pelos membros desses grupos violentos para gerar atos de vandalismo e terrorismo na Venezuela". Ele garantiu que a situação "será levada às autoridades competentes para que essas ações sejam investigadas", e indicou que as empresas DHL, Liberty Express, Aduanera Las Dos L, Aduana Isacar e Economía Aduanera 2000 poderiam ser acusadas com base na Lei Antiterrorismo.
Em 24 de junho, durante um ato em comemoração à Batalha de Carabobo e ao Dia do Exército, Nicolás Maduro afirmou que todos os detidos na Operação Tun Tun estão sob custódia da justiça militar. Em 19 de julho, também no seu programa Con el mazo dando, Diosdado Cabello voltou a ameaçar os candidatos a magistrados do Supremo Tribunal de Justiça, que seriam nomeados pela Assembleia Nacional. A ameaça foi direcionada aos magistrados que foram nomeados em 2015 com falhas e irregularidades pela maioria governista da Assembleia Nacional. Cabello disse: "Vamos ver quem vai nomear você, quem vai defender você, para ver se Julio Borges vai defender você quando a Operação Tun Tun chegar, vamos ver se eles vão te defender".
Na manhã de 30 de abril de 2018, agentes do Serviço Bolivariano de Inteligência Nacional (SEBIN) invadiram a casa dos familiares da juíza Elenis Rodríguez, eleita pela Assembleia Nacional para o Tribunal Supremo de Justiça. A operação ocorreu na residência de sua mãe, que sofre de Alzheimer, e de sua irmã, em Maturín. Os agentes confiscaram um computador e levaram a irmã de Elenis para depor como testemunha, mas a libertaram horas depois. Procedimentos semelhantes foram realizados em outras partes do país, contra as propriedades de pelo menos mais quatro magistrados: Miguel Ángel Martín, presidente do Tribunal Supremo, e os magistrados Cioly Zambrano, Tony Marval e Pedro Troconis.
Em 11 de julho de 2019, Diosdado Cabello ameaçou aplicar a Operação Tun Tun contra o diplomata Reinaldo Díaz Ohep. Em 2020, a Academia de Ciências Físicas, Matemáticas e Naturais da Venezuela publicou um relatório sobre a pandemia de COVID-19, alertando que o pico da doença no país poderia atingir 4.000 casos diários em junho. Cabello reagiu ao relatório ameaçando a academia, afirmando: "Isto é um convite para que os órgãos de segurança visitem essas pessoas. É um convite para um Tun Tun". A Academia, por sua vez, repudiou as ameaças.
Desde as eleições presidenciais de 28 de julho de 2024, a Operação Tun Tun tem sido apontada por altos funcionários do governo venezuelano, pela DGCIM e por partidos de oposição como a causa de desaparecimentos forçados e prisões arbitrárias, que ocorrem devido a manifestações. De acordo com o regime de Maduro, essas prisões são resultado de "expressões de ódio e atos terroristas" no país. A DGCIM, através de suas redes sociais, alertou que a Operação Tun Tun estava apenas começando e que era "sem choradeira" (uma insinuação para indicar que qualquer tentativa de defesa seria inútil), e ainda estabeleceu uma linha telefônica para receber denúncias sobre os manifestantes.

## Críticas
Um relatório da Human Rights Watch e do Foro Penal documentou seis casos em que as forças de segurança venezuelanas invadiram áreas residenciais e apartamentos em Caracas e em quatro estados diferentes. Em algumas dessas operações, que frequentemente ocorriam perto de barricadas erguidas por manifestantes, os agentes de segurança, usando balaclavas para esconder suas identidades, entravam nas casas sem mandado. Eles roubavam pertences pessoais e comida, além de agredir e prender os moradores.
O deputado do Conselho Legislativo do estado de Bolívar, César Ramírez, foi testemunha de uma batida em várias áreas residenciais em Puerto Ordaz: as urbanizações Villa Latina, Los Olivos e Los Mangos. Lá, funcionários da Guarda Nacional, da Contrainteligência Militar e do Serviço Bolivariano de Inteligência Nacional (SEBIN) invadiram residências com marretas, equipamentos de demolição, armas de fogo e galões. Eles quebraram vidros e portas de acesso principais das casas. Ramírez descreveu a ação dos agentes como "muito distante do que é uma operação policial" e disse que "mais parecia uma operação de criminosos com pessoas uniformizadas como guardas nacionais, encapuzadas e com armas de fogo causando destruição e atacando a população civil dentro de suas próprias casas, violando os direitos humanos". Ramírez pediu à Procuradoria-Geral que iniciasse uma investigação penal contra o governador Francisco Rangel Gómez e os funcionários da Direção Geral de Contrainteligência Militar e da Guarda Nacional Bolivariana por causar danos à propriedade privada, por invadir apartamentos sem um mandado judicial e por privar um menor de idade da liberdade sem uma ordem de prisão.
O cientista político e editor do site Aporrea, Nicmer Evans, descreveu a operação como "fascista" e denunciou que bateram em sua porta para perguntar sobre o deputado Germán Ferrer, marido da procuradora-geral Luisa Ortega Díaz, que foi destituída pela Assembleia Nacional Constituinte. Em 2020, o constitucionalista Joel Rodríguez Ramos afirmou que a Operação Tun Tun "prenunciava a barbárie".